# Coşna
Coşna é uma comuna romena localizada no distrito de Suceava, na região de Bucovina. A comuna possui uma área de 179.35 km² e sua população era de 1515 habitantes segundo o censo de 2007.